# یوکی ماسودا
یوکی ماسودا (انگلیسی: Yūki Masuda; ۱۲ سپتامبر ۱۹۷۹ – ) بازیگر، و صداپیشه اهل ژاپن بود.
از فیلم‌ها یا برنامه‌های تلویزیونی که وی در آن نقش داشته‌است می‌توان به نبرد سلطنتی اشاره کرد.